# 2025년 영국 그랑프리
틀:자동차 경주 대회 정보
2025년 영국 그랑프리(영어: 2025 British Grand Prix)는 2025년 7월 6일 영국 실버스톤 서킷에서 열린 2025년 포뮬러 원 세계 선수권 대회의 열두 번째 라운드이다.

## 경기 개요
- 폴 포지션: 막스 페르스타펜 (레드불 레이싱–혼다 RBPT)
- 최고속 랩: 오스카 피아스트리 (맥라렌–메르세데스), 랩 51, 1:29.337
- 관중: 약 50만 명
- 하이라이트:
  - 랜도 노리스, 고향 실버스톤에서 첫 영국 GP 우승
  - 니코 휠켄버그, 239번째 그랑프리 출전 만에 첫 포디엄
  - 오스카 피아스트리, 세이프티카 리스타트 상황서 10초 패널티 부과

## 경기 결과
| 순위 | 드라이버               | 팀                      | 랩 | 시간/격차           | 포인트 |
| ---- | ---------------------- | ----------------------- | -- | ------------------- | ------ |
| 1    | 랜도 노리스            | 맥라렌–메르세데스       | 52 | 1:37:15.735         | 25     |
| 2    | 오스카 피아스트리      | 맥라렌–메르세데스       | 52 | +6.812s             | 18     |
| 3    | 니코 휠켄베르크        | 킥 자우버–페라리        | 52 | +34.742s            | 15     |
| 4    | 루이스 해밀턴          | 페라리                  | 52 | +39.812s            | 12     |
| 5    | 맥스 페르스타펜        | 레드불 레이싱–혼다 RBPT | 52 | +56.781s            | 10     |
| 6    | 피에르 가슬리          | 알핀                    | 52 | +59.857s            | 8      |
| 7    | 랜스 스트롤            | 애스턴 마틴             | 52 | +1:00.603           | 6      |
| 8    | 알렉산더 알본          | 윌리엄스                | 52 | +1:04.135           | 4      |
| 9    | 페르난도 알론소        | 애스턴 마틴             | 52 | +1:05.858           | 2      |
| 10   | 조지 러셀              | 메르세데스              | 52 | +1:10.674           | 1      |
| 11   | 올리버 베어먼          | 하스                    | 52 | +1:12.095           | 0      |
| 12   | 카를로스 사인스 주니어 | 윌리엄스                | 52 | +1:16.592           | 0      |
| 13   | 에스테반 오콘          | 하스                    | 52 | +1:17.301           | 0      |
| 14   | 샤를 르클레르          | 페라리                  | 52 | +1:24.477           | 0      |
| 15   | 츠노다 유키            | 레이싱 불스–혼다 RBPT   | 51 | +1랩                | 0      |
| 16   | 세르히오 페레즈        | 레드불 레이싱–혼다 RBPT | 50 | +2랩                | 0      |
| 17   | 아이작 하자르          | 레이싱 불스–혼다 RBPT   | 17 | 충돌 (DNF)          | 0      |
| 18   | 가브리에우 보르툴레투  | 킥 자우버–페라리        | 3  | 사고 (DNF)          | 0      |
| 19   | 리암 로슨              | 레이싱 불스–혼다 RBPT   | 0  | 충돌 (DNF)          | 0      |
| 20   | 프랑코 콜라핀토        | 알핀                    | 0  | 기어박스 고장 (DNS) | 0      |